# Virgulino Ferreira da Silva
Virgulino Ferreira da Silva, conocido como Lampião (Serra Talhada, Pernambuco, 4 de junio de 1898-Poço Redondo, Sergipe, 28 de julio de 1938), fue el más famoso de los cangaceiros brasileños que actuó en la región noreste del sertão de Brasil. Según el biógrafo Cicinato Ferreira Neto, el apodo de"Lampião" se le dio debido a su facilidad en el manejo del rifle,"quien de tanto disparar parecía una lámpara encendida en las noches oscuras de la caatinga”. 
Lampião fue probablemente el líder de bandidos más exitoso del siglo XX. Para las autoridades este bandido representaba la brutalidad, una enfermedad que debía ser cortada de cuajo. Para una parte de la población sertaneja (del sertão) encarnaba valores como la valentía, el heroísmo y el sentido del honor. Como resultado, sus hazañas lo convirtieron en un héroe muy popular en Brasil, particularmente en la región noreste del país, lo que le valió una reputación equivalente a la del delincuente estadounidense Jesse James y el revolucionario mexicano Pancho Villa.
Actualmente (2024) la figura de Lampião es ampliamente difundida y reconocida, principalmente en noreste brasilero. En la cultura se difunde por medio de la gran cantidad de museos sobre el tema Lampião y sus cangaceiros, en obras de teatro, en representaciones populares. En cada pueblo del noreste se puede encontrar recuerdos alegóricos al tema en los mercados, las ferias y los puestos ambulantes que venden todo tipo de artículos que representan las costumbres de la época y sus personajes. Por otro lado, en círculos culturales, contumbristas y en el ámbito de los historiadores su figura y la de su grupo es controvertida: para unos Lampião y sus compañeros fueron simples delincuentes, mientras que para otros fue un símbolo de la resistencia del pobre contra el sistema opresivo de la época. Una especie de luchador por los derechos del pueblo empobrecido por la corrupción y la explotación.

## Biografía
Existe una controversia sobre la fecha de nacimiento de Lampião. Los más citados son:
- 4 de junio de 1898: la fecha de su partida de bautismo, una de las más citadas en la literatura de cordel. Este día es generalmente aceptado por muchos  debido a la costumbre en la zona del sertão de bautizar a los niños primero y registrarlos después, por una mezcla de religiosidad y desconfianza hacia el poder institucional y el"marco administrativo" por su parte.
- 12 de febrero de 1900:  fecha dada según Antônio Américo de Medeiros por el propio Lampião en una entrevista con el escritor cearense Leonardo Mota, en 1926, en Juazeiro do Norte.

El tema de su fecha de nacimiento cobra aún mayor relevancia en el contexto en que se instituyen fechas conmemorativas a su nombre (18 de julio), que corresponde al día de su registro civil, tal como "El Dia del Xaxado", por el proyecto del Ayuntamiento de Serra Talhada. 
Nacido en la ciudad de Vila Bela, actualmente Serra Talhada, en la región semiárida del estado de Pernambuco, fue el tercer hijo de José Ferreira dos Santos y Maria Sucena da Purificação.
Hasta los 21 años trabajó como artesano. Sabía leer y escribir y usaba anteojos para leer, características bastante inusuales para la región rural y pobre donde vivía. Una de las versiones sobre su apodo es que su habilidad para disparar continuamente, iluminando la noche con sus disparos, le valió el apodo de Lampião. 
Su familia libró disputas con otras familias locales, generalmente por límites de tierras, hasta que su padre murió en un enfrentamiento con la policía en 1919. Virgulino juró venganza y, junto con otros dos hermanos, se unió al grupo de cangaceiro Sinhô Pereira (Señor Periera). 
En 1922 Sebastião Pereira e Silva alias Sinhô Pereira (Señor Pereira) abandonó el cangaço y el liderazgo de banda pasó a Lampião.  La primera acción de la banda comandada por Lampião fue invadir la ciudad de Belmonte, Pernambuco, y asesinar al coronel y comerciante Luiz Gonzaga Lopes Gomes Ferraz.  Después del ataque a Belmonte, la banda de Lampião fue vista entrando en el estado de Alagoas.  Las acciones de la banda de Lampião comenzaron a tener lugar más allá de las fronteras de Pernambuco, llegando a los estados de Paraíba, Rio Grande do Norte y Ceará, de modo que en enero de 1923 los jefes de policía de esos estados se reunieron por primera vez para discutir la creación de una fuerza de tareas conjunta para combatir el cangaço. 
Lampião y su banda cruzaron la frontera entre Alagoas y Pernambuco en junio de 1923 y atacaron la ciudad de Belém de São Francisco, cerca de Salgueiro, robando bienes de gran valor. Además, sitiaron Salgueiro, paralizando el comercio y provocando escasez de suministros en la ciudad.  Más tarde cruzaron la frontera del estado y entraron en Ceará, donde la banda tenía apoyo político.  En julio, Lampião cruzó Pernambuco e invadió el estado de Alagoas, saqueando varias haciendas. Inicialmente, las autoridades reaccionaron tratando de perseguir a la banda de Lampião ante cada informe de su presencia, pero a expensas de dejar sin vigilancia a los pueblos más pequeños en el interior del noreste. Esto facilitó los ataques ya que Lampião engañaba a la policía a través de mensajes telegráficos anunciando su presencia en ciertas ciudades que movilizaban grandes contingentes mientras atacaba ciudades menos guarnecidas. 
Por ello, los gobiernos de Paraíba y Pernambuco (posteriormente se sumaron más estados) crearon policías móviles. Conocidos popularmente como"Volantes", a estas fuerzas se les permitió ingresar a los estados vecinos en busca de Lampião y su banda. En una de esas misiones, en julio de 1925, una fuerza móvil de Paraíba compuesta por diecinueve hombres comandados por el sargento José Guedes combatió parte de la banda de Lampião, formada por quince cangaceiros, en la hacienda Serrote Preto (ubicada entre Pernambuco y Alagoas). En el combate murió Levino, el hermano de Lampião. 
Además del grupo principal, Lampião tenía el mando de varios subgrupos paralelos, nombrando a la cabeza a otros cangaceiros, como Corisco y Antonio de Engracia.
En 1930, se unió emocionalmente a María Bonita en Bahía. En el mismo año, aparece en The New York Times. En 1936, su vida cotidiana en la caatinga fue fotografiada y filmada por Benjamin Abrahão Botto.
Durante casi 20 años, Lampião recorrió con su banda de cangaceiros, todos a caballo y vestidos de cuero, sombreros, sandalias, abrigos, cinturones de municiones y pantalones para protegerlos de los arbustos espinosos típicos de la vegetación de la caatinga. Para proteger al"capitán" (como era llamado Lampião) y realizar ataques a haciendas y municipios, todos siempre usaron un potente poder militar. Como no había contrabando de armas para adquirir, la mayoría fueron robadas a unidades policiales y paramilitares. Las escopetas Mauser y una amplia variedad de pistolas y revólveres semiautomáticos también se consuguieron durante las escaramuzas. El arma más utilizada fue el rifle Winchester.. La pandilla llamaba"monos" (macacos) a los miembros de los grupos móviles, en alusión a la forma en que los soldados huían al enfrentarse al grupo de Lampião:"saltando". 

Lampião y su banda atacaron fincas, haciendas y ciudades en siete estados, además de robar ganado, saquear, secuestrar, asesinar, torturar, mutilar y violar. Su paso causó terror e indignación en los vecinos, hecho ampliamente citado en la prensa local:
“¿ No es una vergüenza lo que está pasando o más bien sigue pasando en el noreste brasileño? Y los poderes públicos, ¿qué garantía ofrecen al infeliz sertanejo y azotado por todas las calamidades? Incluso los magistrados ya no escapan a las variadas formas de Lampião. (...) Por eso el sertanejo siempre tiene una expresión de incredulidad en los labios cuando se le promete la aplicación de medidas en el sentido de librar al sertão de hordas de horribles cangaceiros que hacen de la región la más infeliz del mundo”. 
A pesar de esto, Lampião y su banda fueron a menudo protegidos por hacendados, pequeños agricultores o incluso autoridades locales que ofrecian refugio y comida a las bandas por un corto período de tiempo dentro de los límites de su tierra, facilitando el movimiento de cangaceiros a través del noreste y su escape de las fuerzas móviles del estado.

## Muerte
El 27 de julio de 1938, la banda acampó en la hacienda de Angicos, ubicada en el interior de Sergipe, el escondite considerado por Lampião como el más seguro. Era de noche, llovía mucho y todos dormían en sus tiendas. El ataque llegó tan silenciosamente que ni los perros se dieron cuenta. Alrededor de las 5:00 a. m. del día 28, los cangaceiros se levantaron para orar y se disponían a desayunar; cuando uno de los cangaceiros dio la voz de alarma, ya era demasiado tarde.
No se sabe con certeza quién los traicionó, pero sea como sea fueron tomados completamente por sorpresa. Cuando la policía del teniente João Bezerra y el sargento Aniceto Rodrigues da Silva abrieron fuego con ametralladoras portátiles, los cangaceiros no pudieron emprender ningún intento de defensa viable.
El ataque duró unos veinte minutos y pocos lograron escapar del cerco y de la muerte. De los treinta y cuatro cangaceiros presentes, once murieron allí mismo. Lampião fue uno de los primeros en morir. Poco después, María Bonita resultó gravemente herida. Algunos cangaceiros, afectados por la inesperada muerte de su líder, lograron escapar. Eufórica por la victoria, la policía incautó los bienes y mutiló a los muertos. Se apoderaron de todo el dinero, el oro y las joyas.
La fuerza móvil, de forma un tanto inhumana para los patrones actuales, pero siguiendo la costumbre de la época, le cortó la cabeza a Lampião. María Bonita aún estaba viva, a pesar de estar gravemente herida, cuando fue decapitada. Lo mismo ocurrió con Quinta-Feira, Mergulhão (a los dos también les arrancaron la cabeza en vida), Luís Pedro, Elétrico, Enedina, Moeda, Alecrim, Colchete y Macela. Uno de los policías, mostrando odio hacia Lampião, le golpeó la cabeza con la culata de un rifle, deformándola. Este detalle contribuyó a difundir la leyenda de que Lampião no había muerto y había escapado de la emboscada, tal fue el cambio que provocó en la fisonomía del cangaceiro. "Hecho esto, salaron sus trofeos de victoria y los colocaron en latas de querosene que contenían brandy y cal". Los cuerpos mutilados y ensangrentados quedaron a la intemperie, atrayendo a los buitres. Para evitar la propagación de enfermedades, días después se colocó creolina en los cuerpos. Como algunos buitres morían intoxicados con creolina, este hecho ayudó a difundir la creencia de que habían sido envenenados antes del ataque, con comida entregada por un traidor.
El Memorial da Resistência, ubicado en Mossoró, en Rio Grande do Norte, es un museo que retrata la historia de la única ciudad del noreste que resistió la invasión de la banda de Lampião.
Recorriendo los estados del noreste, el coronel João Bezerra exhibía las cabezas, ya en avanzado estado de descomposición, por donde pasaba, atrayendo a una multitud de personas. Primero, los trofeos estuvieron en Piranhas, en el estado de Alagoas, donde fueron dispuestos cuidadosamente y fotografiados en la escalinata del Ayuntamiento, junto con armas y equipos pertenecientes a los cangaceiros. Luego fueron llevados a Maceió y al sureste de Brasil.
En el Instituto Médico Legal de Aracaju, las cabezas fueron observadas por el Dr. Carlos Menezes. Tras ser medidas, pesadas y examinadas, los criminalistas cambiaron la teoría de que un buen hombre no se convertiría en cangaceiro y que debería tener características sui generis. Al contrario de lo que pensaban, las cabezas no presentaban ningún signo de degeneración física, anomalías o displasia, habiendo sido clasificadas, pura y simplemente, como normales.
Desde el sureste del país, a pesar del mal estado de conservación, las cabezas fueron a Salvador, donde permanecieron durante seis años en la Facultad de Odontología de la Universidad Federal de Bahía.
Allí, fueron nuevamente medidos, pesados y estudiados, en un intento de descubrir cualquier patología. Posteriormente, los restos estuvieron expuestos en el Museo Antropológico Estácio de Lima, ubicado en el edificio del Instituto Médico Legal Nina Rodrigues, en Salvador, durante más de tres décadas.
Durante mucho tiempo, las familias de Lampião, Corisco y Maria Bonita lucharon para dar a sus familiares un entierro digno. El economista Sílvio Bulhões, hijo de Corisco y Dadá, en particular, emprendió muchas gestiones para dar sepultura a los restos de los cangaceiros y detener, de una vez por todas, la macabra exhibición pública. Según el testimonio del economista, diez días después del entierro de su padre, se profanó la fosa, se exhumó el cuerpo, se cortó la cabeza y el brazo izquierdo y se exhibieron en el Museo Nina Rodrigues.
El entierro de los restos mortales de los cangaceiros sólo ocurrió después del proyecto de ley n.º 2.867, del 24 de mayo de 1965. Tal proyecto tuvo su origen en los círculos universitarios de Brasilia (en particular, en las conferencias del poeta Euclides Formiga) y las presiones del pueblo brasileño y del clero la reforzaron. Las cabezas de Lampião y Maria Bonita fueron enterradas el 6 de febrero de 1969. Los demás miembros de la banda fueron enterrados una semana después.

## Vida personal
Su compañera, Maria Gomes de Oliveira, conocida como Maria Déa o como Maria Bonita como la apodaba la prensa, se unió a la banda en 1930, siendo la primera mujer en formar parte de ella.
Virgulino y Maria Déa tuvieron una hija, Expedita Ferreira Nunes, nacida el 13 de septiembre de 1932. Según los informes, la pareja tuvo dos hijos mortinatos.
Fue devoto del Padre Cícero y respetó sus creencias y consejos. Los dos se encontraron una sola vez, en 1926, en Juazeiro do Norte.

## Libros sobre su vida
- De Virgulino a Lampião (Antônio Amaury y Vera Fereira);
- Lampião, Memorias de um soldado de volante Vol. 1 e 2 (João Gomes de Lira);
- Floresta, uma terra um povo (Leonardo Ferraz Gominho);
- Assim morreu Lampiao (Antônio Amaury Correa Araújo);
- Lampião, nem heroi nem bandido (Anildomá Williams Souza);
- Ze Saturnino e Lampião (Jose Alves Sobrinho);
- Lampião, seu tempo e seu reinado (Padre Frederico Bezerra Maciel);
- O Canto do Acauã (Marilourdes Ferraz);
- Gente de Lampião - Sila e Zé Sereno (Antônio Amaury Correa Araujo);
- Floresta do Navio (Carlos Antônio de Souza Ferraz);
- Gente de Lampião - Dadá e Corisco (Antônio Amaury Correa Araujo).